# 키르 (음료)

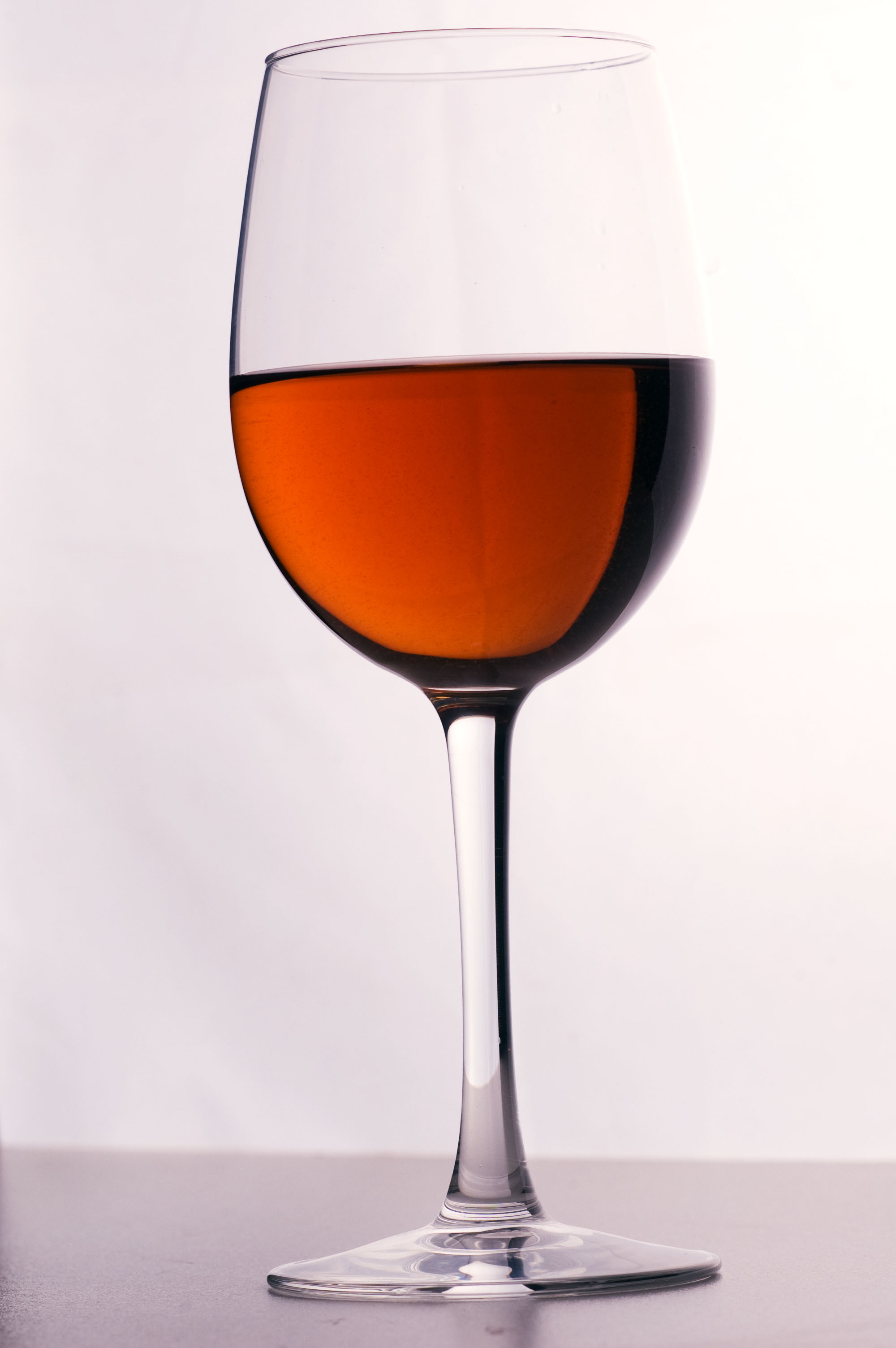
키르

키르(Kir)는 쇼트 드링크로 분류되는 칵테일의 한 종류로, 화이트 와인에 소량의 블랙 커런트의 리큐어를 더한 것을 말한다.
프랑스에서는 일반적으로 식사나 간식 전에 식전주로 마신다. 원래 부르고뉴 알리고테(Bourgogne Aligoté)라는 부르고뉴 화이트 와인으로 만들었지만 현재는 프랑스 전역에서 다양한 화이트 와인을 사용하고 있다고 지역과 바텐더가 전했다. 많은 사람들이 샤블리와 같은 화이트 샤르도네 기반 부르고뉴를 선호한다.
예전에는 블랑카시스(blanc-cassis)라고 불렸지만 지금은 버건디의 디전(Dijon) 시장인 펠릭스 키르(Félix Kir, 1876–1968)의 이름을 따서 명명되었다. 키르는 제2차 세계 대전 이후 자매결연 운동의 선구자였으며 방문 대표단의 리셉션에서 음료를 제공하여 음료를 대중화했다. 해외 손님을 잘 대접하는 것 외에도 그는 이 지역의 두 가지 경제 제품을 홍보하고 있었다. 키르는 디전의 크렘 드 카시스(crème de cassis) 생산자 중 한 명이 자신의 이름을 사용하도록 허용한 다음 경쟁자에게도 권리를 확장했다. 롤랜드(Rolland, 2004)에 따르면 블랑카시스(1945년 이후)의 재창조는 전쟁 중 독일군이 모든 지역 레드 부르고뉴를 몰수하면서 필요하게 되었다. 과도한 화이트 와인에 직면한 키르는 주로 레드 와인으로 만들던 음료를 개조했다.
또 다른 설명은 키르 시장이 그 지역의 일반 화이트 와인이 열등했던 1년 동안 그것을 부활시켰고 크렘 드 카시스가 사실을 위장하는 데 도움을 주었다는 것이다.
1841년 크렘 드 카시스의 상업적 개발에 이어 이 칵테일은 인기 있는 지역 카페 음료가 되었지만 이후 키르 시장의 이름과 국제적으로 불가분의 관계가 되었다. 키르를 주문할 때 프랑스의 웨이터는 때때로 고객이 크렘 드 카시스(crème de cassis, 블랙커런트), 디뮤어(de mûre, 블랙베리), 디피치(de pêche, 복숭아) 또는 프랑부아즈(framboise, 라즈베리)로 만들 것인지 묻는다.
국제 바텐더 협회(International Bartenders Association)는 1/10 크렘 드 카시스를 사용하는 레시피를 제공하지만 프랑스 소스는 일반적으로 더 많이 지정한다. 블랑 카시스를 위한 19세기 레시피는 크렘 드 카시스의 1/3을 권장했는데, 현대인의 취향은 매우 달콤하며 현대 소스는 일반적으로 약 1/5이다. 크렘 드 카시스를 블랙커런트 시럽으로 대체하는 것은 권장하지 않는다.